# Anchoress
Anchoress es una película dramática dirigida por Chris Newby y estrenada en 1993. Se proyectó en la sección Un certain regard del Festival Internacional de Cine de Cannes de 1993.
El guion se basa en parte en la figura histórica de la anacoreta Christine Carpenter, que fue encerrada en una celda de la iglesia de su pueblo de Shere, Surrey, al sur de Inglaterra, en plena Edad Media, en el año de 1329. La historia gira en torno a las visiones místicas de la Virgen María que tiene la niña. La película está rodada en blanco y negro y visualmente se asemeja a las obras del cineasta danés Carl Theodor Dreyer, especialmente La pasión de Juana de Arco (1928).

## Resumen
Christine Carpenter es una campesina de la Inglaterra del siglo XIV que se siente atraída por una estatua de la Virgen María. El sacerdote de su pueblo le sugiere que se convierta en anacoreta, una mujer santa, y tenga la responsabilidad de bendecir a los aldeanos. Mientras, la madre de Christine está encerrada en una celda, acusada de brujería. Este delito está penado con la muerte.

## Reparto
| - Natalie Morse : Christine Carpenter - Gene Bervoets : Reeve (as Eugene Bervoets) - Toyah Willcox : Pauline Carpenter - Pete Postlethwaite : William Carpenter - Christopher Eccleston : vecino - Michael Pas : Drover - Brenda Bertin : Meg Carpenter - Annette Badland : Mary - Veronica Quilligan : Daisy | - Julie T. Wallace : Bertha - Ann Way : Alice - François Beukelaers : obispo - Jan Decleir : Mason - David Boyce : Ragged Martin - Mieke De Groote : esposa de Ragged Martin - Erik Konstantyn : Carter - Hugo Harold Harrison : joven |

## Distinciones
- Mención de honor– Howie Movshovitz, El Denver Post[2]